# ژان پیر پوسکا
ژان پیر پوسکا (انگلیسی: Jean-Pierre Posca; ۱۰ مارس ۱۹۵۲ – ۱ ژانویهٔ ۲۰۱۰) بازیکن فوتبال اهل فرانسه بود.
از باشگاه‌هایی که در آن بازی کرده‌است می‌توان به باشگاه فوتبال سوشو اشاره کرد.